# Marija Jaremtjuk
Marija Nazarivna Jaremtjuk (ukrainska: Марія Назарівна Яремчук), född 2 mars 1993 i Tjernivtsi i västra Ukraina är en ukrainsk popsångerska. Hon representerar Ukraina i Eurovision Song Contest 2014 med låten "Tick-Tock".

## Biografi
Jaremtjuk föddes i staden Tjernivtsi den 2 mars 1993. Hennes far var Nazar Jaremtjuk som utetts till folkets artist i Ukraina. Hennes far avled i magcancer när hon var 2 år gammal.
2012 var hon en av finalisterna i TV-projektet Voice of the Country. 2012 representerade hon Ukraina i New Wave 2012. Hon slutade trea i tävlingen, där hon sponsrades av Rinat Achmetov. 2013 deltog hon i Evrobatjennia 2013 som var Ukrainas uttagning till Eurovision Song Contest 2013, med låten "Imagine". Hon slutade på femte plats i finalen.

### ESC 2014
I december 2013 vann Jaremtjuk Ukrainas uttagning till Eurovision Song Contest 2014 med låten "Tick-Tock", och hon blev därmed Ukrainas representant i tävlingen.
6 maj 2014 var Jaremtjuks bidrag ett av de tio som gick vidare från första semifinalen till finalen 10 maj.